# Strzelanina na Northern Illinois University
Strzelanina na Northern Illinois University – strzelanina, do której doszło 14 lutego 2008 roku na uniwersytecie Northern Illinois University (NIU), znajdującym się w mieście DeKalb w amerykańskim stanie Illinois. Sprawcą był 27-letni były student uniwersytetu Steven Phillip Kazmierczak. W strzelaninie zginęło 6 osób, a 21 zostało rannych.

## Przebieg
Kazmierczak wtargnął na salę wykładową uniwersytetu w budynku o nazwie Cole Hall o godz. 15:05 czasu miejscowego. W sali przebywało wówczas około 120 studentów i kilku wykładowców. Napastnik był ubrany m.in. w czarną koszulę z napisem Terrorist nałożonym na ilustrację karabinu, jeansy, a także trencz. Sprawca uzbrojony był w trzy pistolety i strzelbę Remington Sportsman 48 ukrytą w pokrowcu. Według relacji świadków Kazmierczak miał wejść do sali, otwierając kopniakiem drzwi, a następnie szybkim krokiem wtargnąć na podest, gdzie stał wykładowca. Następnie sprawca zaczął strzelać do studentów. Postrzelił również wykładowcę, który próbował uciec z podestu, na którym stał. Studenci zaczęli chować się pod ławkami. Pierwsze strzały Kazmierczak oddał ze swojej strzelby. Następnie wyciągnął pistolet, wszedł na podest sali i oddał łącznie 50 strzałów w tłum ukrytych pod ławkami studentów, zabijając pięciu z nich i raniąc siedemnastu innych. Czterech kolejnych studentów zostało rannych podczas próby ucieczki w czasie ataku. Napastnik popełnił samobójstwo przy pomocy strzelby.

## Ofiary strzelaniny[7]
- Catalina Garcia (20 lat)
- Julianna Gehant (32 lata)
- Ryanne Mace (19 lat)
- Daniel Parmenter (20 lat)
- Gayle Dubowski (20 lat)
- Steven Kazmierczak (27 lat)

## Sprawca
Sprawcą masakry był 27-letni Steven Phillip Kazmierczak (ur. 26 sierpnia 1980 w Elk Grove Village), który był dawnym studentem NIU. Napastnik miał polskie korzenie. W momencie strzelaniny był studentem pobliskiego University of Illinois w Urbana-Champaign. Jako nastolatek Kazmierczak cierpiał na depresję i psychozę pomimo postrzeganego dobrego życia, sprawca bowiem nie był odrzucany – miał dużo przyjaciół i kontakty seksualne z dziewczętami jako nastolatek. Według innych doniesień jego stan psychiczny miał być spowodowany tym, że był prześladowany w szkole. Sprawca zdołał jednak opanować swoje objawy psychotyczne i przejść nad nimi do porządku dziennego. Na Northern Illinois University był uważany przez wykładowców i innych studentów za wybitnie mądrego, ale przy tym niezrównoważonego. Kazmierczak w tym okresie miał wyrażać swoją fascynację mordercami, w szczególności Tedem Bundym, Jeffreyem Dahmerem i sprawcami masakry w Columbine. Studenci ukuli mu z tego powodu nawet pseudonimy Strange Steve i Psycho. Po strzelaninie w jego mieszkaniu, w którym mieszkał ze swoją dziewczyną Jessicą Baty, znaleziono leki przeciwdepresyjne i przeciwpsychotyczne. Jego dziewczyna miała potwierdzić policji i w wielu wywiadach, że sprawca przestał zażywać te leki trzy tygodnie przed masakrą. Dziewczyna sprawcy powiedziała, że Kazmierczak był wobec niej najbardziej opiekuńczą osobą na świecie, jaką znała, i nie może uwierzyć, że dokonał tak dużej masakry. W jego mieszkaniu znaleziono także m.in. książkę autorstwa Friedricha Nietzschego Antychryst, książki o masowych i seryjnych mordercach, a także swoistą kukiełkę postaci Jigsawa z horroru Piła. Motywy Kazmierczaka nie są znane.